# 1247

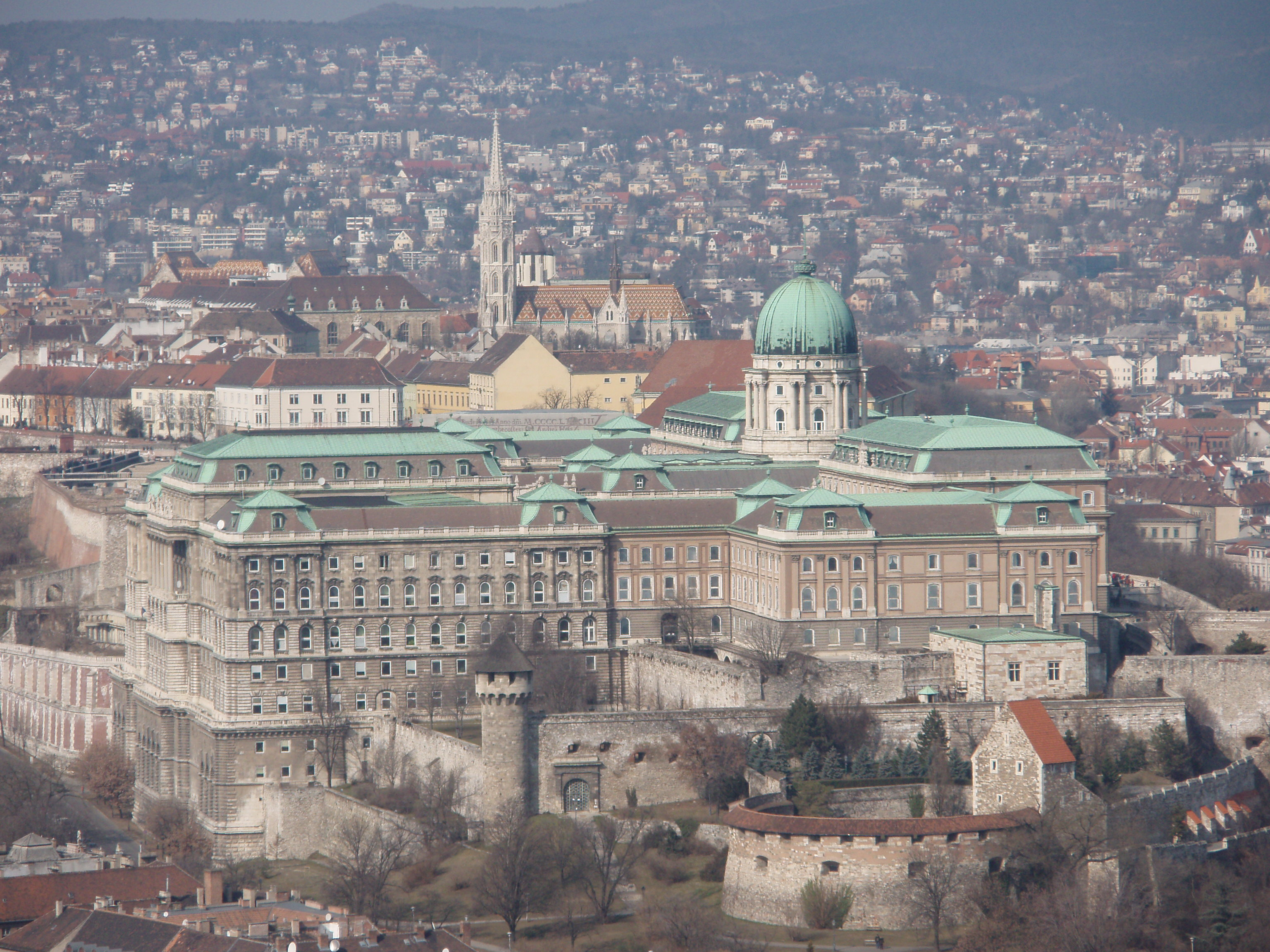
Burcht van Boeda

Het jaar 1247 is het 47e jaar in de 13e eeuw volgens de christelijke jaartelling.

## Gebeurtenissen
maart
- 27 - Bisschop Otto III van Utrecht bevestigt in een charter de status van de A-kerk in Groningen als parochiekerk.

augustus
- augustus - Opvolger Willem II van Vlaanderen trouwt met Beatrix van Brabant

oktober
- 3 - Duitsland (tegenkoning) (Neuss, 3 oktober) - Hendrik Raspe IV opgevolgd door Willem II van Holland
- 8 - De Rijksstad Nijmegen wordt door Rooms Koning Willem van Holland verpand aan Gelre.

zonder datum
- Holmger Knutsson doet een poging het koningschap in Zweden te veroveren.
- Koning Haakon IV van Noorwegen wordt gekroond.
- De bouw van de burcht van Boeda neemt een aanvang.
- oudst bekende vermelding: Aartselaar, Appelscha, Boudewijnskerke, Lučenec, Malden, Putte

## Opvolging
- patriarch van Antiochië (Latijns) - Opizo Fieschi in opvolging van Albert Rezzato
- Auvergne - Willem X opgevolgd door zijn zoon Robert V
- Durbuy - Ermesinde II van Namen opgevolgd door haar zoon Gerard I
- Limburg - Hendrik IV opgevolgd door zijn zoon Walram IV
- Luik - Hendrik III van Gelre in opvolging van Robert van Thorote
- Luxemburg - Ermesinde II opgevolgd door haar zoon Hendrik V
- Mazovië - Koenraad I opgevolgd door zijn zoon Boleslaw I
- Moravië - Wladislaus III opgevolgd door Ottokar van Bohemen
- Paderborn - Bernard IV van Lippe opgevolgd door Simon I van Lippe
- koninkrijk Portugal - Sancho II opgevolgd door zijn broer Alfons III
- Tempeliers (grootmeester) - Richard de Bures opgevolgd door Willem van Sonnac
- Thüringen - Hendrik Raspe IV opgevolgd door Hendrik III van Meißen
- Weimar-Orlamünde - Herman II opgevolgd door zijn zoons Otto III en Herman III

## Geboren
- Isabella van Aragon, echtgenote van Filips III van Frankrijk
- Margaretha van Cortona, Italiaans kloosterlinge
- Rashid al-Din, Perzisch staatsman en historicus
- Jan II van Avesnes, graaf van Henegouwen (1280-1304), Holland en Zeeland (1299-1304) (jaartal bij benadering)
- Obizzo II d'Este, markgraaf van Ferrara (jaartal bij benadering)

## Overleden
- 3 januari - Wladislaus III van Moravië, hertog van Moravië, Oostenrijk en Stiermarken (1239/1246-1247)
- 16 februari - Hendrik Raspe IV (42), landgraaf van Thüringen, tegenkoning van Duitsland
- februari - Hendrik IV, hertog van Limburg en graaf van Berg (1225-1246)
- 31 augustus - Koenraad I van Mazovië (~59), groothertog van Polen (1229-1232, 1241-1243)
- 28 oktober - Machteld van Gelre, Nederlandse adellijke vrouw (jaartal bij benadering)
- 17 december - Ermesinde II van Namen, gravin van Luxemburg (1197-1247)
- 27 december - Herman II, graaf van Weimar-Orlamünde
- december - Theobald van Marly, Frans abt
- december - Yolande van Bourgondië, gravin van Nevers
- Balian van Beiroet, Jeruzalems edelman
- Willem X, graaf van Auvergne
- Armand de Périgord, grootmeester der Tempeliers (jaartal bij benadering)
- Boudewijn I, graaf van Bentheim (jaartal bij benadering)